# Pixels
Pixels ist eine US-amerikanische Science-Fiction-Filmkomödie aus dem Jahr 2015 von Chris Columbus. Das Drehbuch schrieben Tim Herlihy und Timothy Dowling, basierend auf dem gleichnamigen Kurzfilm von Patrick Jean aus dem Jahr 2010.

## Handlung
Im Jahr 1982 nimmt der Teenager Sam Brenner mit seinem Freund Will Cooper an der ersten Arcade-Weltmeisterschaft teil. Dort lernen sie das Wunderkind Ludlow Lamonsoff und den egozentrischen Eddie Plant kennen, die ebenfalls an dem Turnier teilnehmen. Brenner erreicht das Finale, verliert jedoch gegen den gehässigen Plant im Spiel Donkey Kong. Die NASA schickt die Mitschnitte aller Spiele in einer Raumkapsel ins All, um mit möglichem außerirdischen Leben in Kontakt zu treten.
Jahre später arbeitet Brenner als Fernsehtechniker, und Cooper ist Präsident der USA. Bei einem seiner Aufträge begegnet Brenner der frisch geschiedenen Violet Van Patten. Plötzlich wird Guam von Außerirdischen angegriffen, woraufhin Cooper seinen Freund Brenner ins Weiße Haus bittet. Auch Lieutenant Colonel Van Patten trifft dort ein, da sie zum Krisenstab des Militärs gehört. Brenner erkennt auf einer Aufzeichnung, dass der Angriff dem Muster des alten Videospiels Galaga nachempfunden ist, allerdings schenkt man ihm zunächst keinen Glauben.
Auf der Heimfahrt trifft Brenner Ludlow Lamonsoff wieder, der sich in seinem Auto versteckt hatte. Es stellt sich heraus, dass die Aliens die damalige Botschaft als aggressiven Akt interpretiert haben, denn Lamonsoff entdeckte ihre Kriegserklärung auf einer VHS-Kassette, mit der er zuvor eine Fernsehserie aufgezeichnet hatte. Die Aliens erklären, dass weitere Angriffe erfolgen werden, und wer zuerst drei Siege erringe, dürfe die Heimatwelt des Verlierers zerstören.
Es erfolgt ein zweiter Angriff der Aliens, bei dem sie das Taj Mahal in Lichtwürfel zerfallen lassen. Cooper beruft Brenner und Lamonsoff zu zivilen Beratern. Da die Angreifer aus Energie bestehen, kann das Militär mit konventionellen Waffen nichts ausrichten. Nur die von Van Pattens Team entwickelten Lichtkanonen können die Wesen zerstören. Gemeinsam mit Van Patten bereiten sie eine Gruppe von Elitesoldaten mittels Training an Videospielautomaten auf den nächsten Angriff vor, der in London stattfinden soll. Dort greifen die Aliens mit dem Spiel Centipede an. Da die Soldaten der Aufgabe nicht gewachsen sind, greifen Brenner und Lamonsoff zu den Lichtwaffen und vernichten die Angreifer.
Sie erkennen, dass sie die Unterstützung Plants benötigen, der inzwischen im Gefängnis sitzt. Nachdem Cooper sich bereit erklärt hat, auf die zahlreichen Sonderwünsche Plants einzugehen, wie beispielsweise ein Abendessen mit Serena Williams, sagt er seine Hilfe zu. Gemeinsam jagen sie bei dem nächsten Spiel in Autos Pac-Man durch die Straßen von New York. Sie gewinnen durch Plant die Partie, und als zweite von den Aliens übersandte Kampftrophäe gesellt sich Q*bert zu Brenners Team, der ihnen von nun an beratend zur Seite steht. Dann finden die Aliens heraus, dass Plant durch die Verwendung von Cheat-Codes betrogen hat. Daraufhin entführen sie Van Pattens Sohn Matty und erklären sich zu Siegern.
Schließlich erfolgt der konzentrierte Angriff der Aliens, bei dem sie eine Armee von Videospiel-Charakteren nach Washington, D.C. schicken. Während Lamonsoff und Plant die Angreifer mit ihren Lichtkanonen in Schach halten, lassen sich Brenner, Cooper und Van Patten auf das Alien-Raumschiff teleportieren und erhalten dort von den Aliens eine letzte Chance – sie müssen als Spielfiguren eine Partie Donkey Kong gewinnen. Brenner scheint zu unterliegen, aber Matty berichtet ihm von Plants damaligem Betrug bei der Weltmeisterschaft. Brenner, neu motiviert als der rechtmäßige Arcade-Weltmeister, schleudert den Hammer auf Donkey Kong, der sich daraufhin auflöst.
Auf einer Pressekonferenz berichtet Cooper von einem Friedensabkommen mit den Aliens. Plant entschuldigt sich bei Cooper, Brenner und Van Patten werden ein Paar, Plant trifft sich mit Serena Williams und Martha Stewart, Lamonsoff heiratet Lady Lisa, eine Videofigur aus Lamonsoffs Jugend und seine heimliche Liebe, in die sich Q*bert verwandelt hatte. Ein Jahr später haben Lamonsoff und Lady Lisa einen Laufstall voll Q*bert-Kindern.

## Produktion

### Entwicklung
Am 12. Mai 2010 wurde bekanntgegeben, dass Columbia Pictures und Sandlers Happy Madison Productions in Verhandlung stünden, einen 3D-animierten Spielfilm basierend auf Patrick Jeans Kurzfilm Pixels umzusetzen. Ein halbes Jahr später wurde Tim Herlihy verpflichtet, das Drehbuch zu schreiben. Im Juli 2012 wurde Timothy Dowling damit beauftragt, Herlihys Drehbuch umzuschreiben. Zur gleichen Zeit war Seth Gordon im Gespräch, bei dem Film Regie zu führen. Im Jahr darauf kam jedoch Chris Columbus in die engere Auswahl.

### Besetzung
Als die Umsetzung des Films sichergestellt war, wurde am 26. Februar 2014 bekanntgegeben, dass Adam Sandler für eine der Hauptrollen im Film zugesagt hatte. Währenddessen befanden sich Kevin James und Josh Gad noch in Vorgesprächen. Am 28. März wurde Peter Dinklage als vierte männliche Hauptrolle bestätigt. Jennifer Aniston war ursprünglich für die weibliche Hauptrolle vorgesehen, musste jedoch wegen Terminschwierigkeiten absagen. Am 4. April wurde stattdessen Michelle Monaghan verpflichtet.
Tōru Iwatani, der Erfinder von Pac-Man, hat in dem Film einen Cameoauftritt als „Electric Dream Factory Repairman“. Er selbst wird in dem Film von Denis Akiyama dargestellt. In dem Film spielen sowohl Adam Sandlers Ehefrau Jackie Sandler, seine Töchter Sadie und Sunny, sowie sein Neffe Jared Sandler mit. Auch Kevin James’ Töchter Sienna und Shea bekamen kleine Nebenrollen.
Serena Williams und Martha Stewart haben ebenfalls Kurzauftritte in Nebenrollen.

### Dreharbeiten

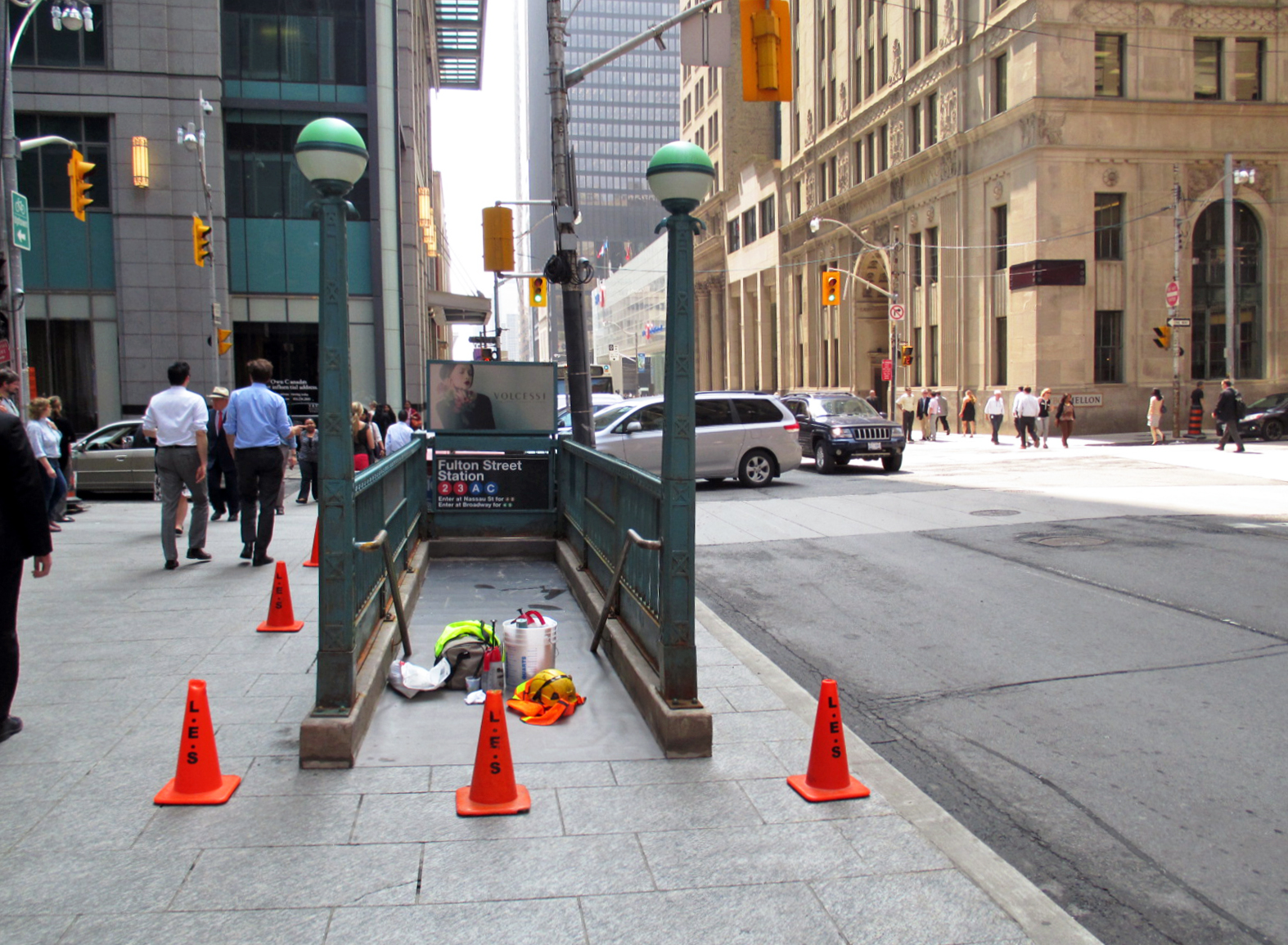
Requisite für die Dreharbeiten in Toronto zur Imitation der New Yorker Metro

Im März 2014 wurde bestätigt, dass die Dreharbeiten vom 28. Mai bis 9. September in Toronto stattfinden werden, unter anderem auch in den dortigen Pinewood Studios. Die Außenaufnahmen begannen am 2. Juni, wobei die Straßen in der Innenstadt sowie einige Gebäude als Kulisse für New York City bzw. Washington, D.C. dienten. Am 29. Juli fanden zudem Dreharbeiten außerhalb von Markham, Ontario statt sowie am 26. August in Cobourg.

### Filmmusik
Henry Jackman, der bereits die Musik zu Ralph reichts geschrieben hatte, komponierte die Musik zum Film. Der Rapper Waka Flocka Flame ist mit der Single „Game On“ (featuring Good Charlotte) ebenfalls auf dem Soundtrack vertreten. Im Film sind außerdem die Lieder We Will Rock You von Queen sowie Everybody Wants to Rule the World von Tears for Fears zu hören.

### Veröffentlichung
Der Film sollte ursprünglich am 15. Mai 2015 veröffentlicht werden, allerdings wurde der Start am 12. August 2014 auf den 24. Juli 2015 verlegt.
Der erste Trailer zum Film wurde am 19. März 2015 veröffentlicht und erreicht weltweit innerhalb von 24 Stunden 34,3 Mio. Aufrufe. Damit brach er den Rekord von The Amazing Spider-Man 2 aus dem Jahr 2014 mit 22 Millionen. Der zweite Trailer wurde am 13. Juni 2015 veröffentlicht.
Der Film wurde am 24. Juli 2015 in 2D, 3D und IMAX 3D veröffentlicht. Der Kinostart in Deutschland war am 30. Juli 2015. Am 27. Oktober 2015 erschien er auf DVD, 3D Blu-ray und Blu-ray.

## Rezeption
An den Kinokassen spielte der Film ca. 244 Mio. US-Dollar ein. Das entspricht etwa dem Doppelten des geschätzten Produktionsbudgets von 129 Mio. US-Dollar.
Der Film erhielt überwiegend negative Kritiken. Bei Metacritic erreichte er einen Metascore von 27 % basierend auf 37 Rezensionen. Bei Rotten Tomatoes sind nur 16 % der 155 Rezensionen positiv. Bei der IMDb erhielt der Film dagegen 5,6 von 10 Punkten, von Filmstarts 3,7 von 5 möglichen Punkten.
Kino Kino, das Filmmagazin des Bayerischen Fernsehens war enttäuscht von Columbus’ Film. Florian Kummert urteilte: „Für einen Film, der sich mit dem nostalgischen und anarchischen Spaß von Computerspieleklassikern beschäftigt, ist es tödlich, wenn dieser Spaß nicht im Geringsten spürbar wird. Game Over.“
Ähnlich titelte man bei trailerwatch.de: „Alles in allem hätte Pixels ein cooles 80er-Retro-Nerd-Movie werden können – hätte, denn leider sorgt die Besetzung um Adam Sandler in Kombination mit dem mit Flachwitzen gespickten Drehbuch nicht für das erhoffte Popcornkino – oder um es passender auszudrücken: GAME OVER!“
Der Film wurde in sechs Kategorien für die Goldene Himbeere 2016 nominiert, darunter als schlechtester Film und schlechtestes Drehbuch.

## Synchronisation
| Rolle                         | Schauspieler      | Synchronsprecher          |
| ----------------------------- | ----------------- | ------------------------- |
| Sam Brenner                   | Adam Sandler      | Dietmar Wunder            |
| Cooper                        | Kevin James       | Thomas Karallus           |
| Ludlow Lamonsoff              | Josh Gad          | Gerrit Schmidt-Foß        |
| Eddie                         | Peter Dinklage    | Claus-Peter Damitz        |
| Lt. Col. Violet Van Patten    | Michelle Monaghan | Gundi Eberhard            |
| Admiral Porter                | Brian Cox         | Engelbert von Nordhausen  |
| Corporal Hill                 | Sean Bean         | Torsten Michaelis         |
| 1982 Championship MC          | Dan Aykroyd       | Thomas Danneberg          |
| Max Headroom                  | Matt Frewer       | Detlef Bierstedt          |
| Mickey Lamonsoff              | Lainie Kazan      | Eva-Maria Werth           |
| Pac-Man-Opfer                 | Nick Swardson     | Christian Gaul            |
| Serena Williams               | Serena Williams   | Victoria Sturm            |
| White House Junior Aide Jared | Jared Sandler     | Constantin von Jascheroff |

## Trivia
- Das Logo des Films zeigt keine Pixel, sondern Voxel.
- Der Sieger einer Auseinandersetzung zwischen Menschen und Außerirdischen erhält als Belohnung eine Trophäe. So erhalten die Menschen nach dem Sieg über die Centipeden den Hund aus dem Videospiel Duck Hunt und nach dem Sieg über Pac-Man Q*bert. Im Gegenzug entführen die Außerirdischen nach ihren drei Siegen einen Soldaten von Guam, einen Inder sowie Matty. Diese drei nehmen im finalen Spiel Donkey Kong die Position der Spielfigur Pauline ein.
- Lady Lisa ist die Hauptfigur in Dojo Quest, welches kein „Originalspiel“ darstellt, sondern für den Film entworfen wurde.[30]
- Duck Hunt erschien erst 1984. Auch einige andere thematisierte Computerspiele entstanden erst einige Jahre nach 1982. Columbia Pictures legte hier keinen Wert auf authentische Angaben.
- Die Powerpillen bei Pac Man wirken nicht, wie behauptet, zehn Sekunden lang. Ihre Dauer variiert je nach Level.
- In den 1982er Meisterschaften wird gezeigt, wie Donkey Kong besiegt wird, indem sein Turm einstürzt, dann aber mit GAME OVER begrüßt. Die Hauptfigur hat also das Spiel eigentlich gewonnen und sollte zum nächsten Level, aber man entschied sich entgegen den Spielregeln, das als GAME-OVER-Szene zu verwenden.

### Computerspiele im Film
Die folgenden Spiele werden im Abspann erwähnt. Das Jahr gibt den Zeitpunkt der Erstveröffentlichung an.
| Spiel           | Publisher            | Jahr |
| --------------- | -------------------- | ---- |
| Donkey Kong     | Nintendo             | 1981 |
| Duck Hunt       | Nintendo             | 1984 |
| Smurf           | Coleco               | 1982 |
| Space Invaders  | Midway Games         | 1978 |
| Arkanoid        | Taito                | 1986 |
| Paperboy        | Atari Games          | 1984 |
| Joust           | Williams Electronics | 1982 |
| Defender        | Williams Electronics | 1981 |
| Robotron        | Williams Electronics | 1982 |
| Centipede       | Atari                | 1981 |
| Q*bert          | Gottlieb             | 1982 |
| Breakout        | Atari                | 1976 |
| Asteroids       | Atari                | 1979 |
| Missile Command | Atari                | 1980 |
| Dig Dug         | Namco                | 1982 |
| Burger Time     | Data East            | 1982 |
| Frogger         | Sega                 | 1981 |
| Tetris          | Elektronika          | 1984 |
| Pac-Man         | Midway Games         | 1980 |
| Galaga          | Namco                | 1981 |